# Степное (Кабардино-Балкария)
Степно́е — село в Прохладненском районе Кабардино-Балкарской Республики. Входит в состав муниципального образования «Сельское поселение Красносельское».

## География
Село расположено в северной части Прохладненского района. Находится в 3 км к западу от районного центра Красносельское, 28 км к северу от районного центра Прохладный и в 78 км к северо-востоку от города Нальчик.
Граничит с землями населённых пунктов: Красносельское на востоке, Прогресс на западе и Придорожное на севере.
Населённый пункт расположен на наклонной Кабардинской равнине, в равнинной зоне республики. Средние высоты на территории села составляют 258 метров над уровнем моря. Рельеф местности в основном представляет собой слабо-волнистые территории, без ярко выраженных колебаний относительных высот.
Гидрографическая сеть на территории села представлено скудно. В основном это Правобережный канал, проходящий к северу от села и искусственные водоёмы расположенные к востоку от села.
Климат влажный умеренный. Среднегодовая температура воздуха положительная и составляет около +10,5°С. Среднемесячная температура воздуха в июле достигает +23,0°С, в январе она составляет около -2,5°С. Среднегодовое количество осадков составляет около 500 мм. Отрицательное влияние на климат оказывают относительная близость Терско-Кумские степи и полупустыни Северного Прикаспия. В конце лета возможны суховеи, дующие со стороны Прикаспийской низменности.

## История
Селение основано в 1962 году на базе 1-го отделения зерносовхоза «Прималкинский», в составе новообразованного Зерносовхозовского сельского Совета (ныне сельское поселение Красносельское).

## Население
| 2002 | 2010 | 2021 |
| ---- | ---- | ---- |
| 327  | ↘224 | ↘200 |

Национальный состав
По данным Всероссийской переписи населения 2010 года:
| Народ      | Численность, чел. | Доля от всего населения, % |
| ---------- | ----------------- | -------------------------- |
| русские    | 140               | 62,5 %                     |
| турки      | 35                | 15,6 %                     |
| немцы      | 13                | 5,8 %                      |
| кабардинцы | 10                | 4,5 %                      |
| балкарцы   | 9                 | 4,0 %                      |
| другие     | 17                | 7,6 %                      |
| всего      | 224               | 100 %                      |

По данным Всероссийской переписи населения 2021 года:
| Народ      | Численность, чел. | Доля от всего населения, % |
| ---------- | ----------------- | -------------------------- |
| русские    | 160               | 80,00 %                    |
| турки      | 18                | 9,00 %                     |
| балкарцы   | 12                | 6,00 %                     |
| кабардинцы | 6                 | 3,00 %                     |
| другие     | 4                 | 2,00 %                     |
| всего      | 200               | 100 %                      |

Половозрастной состав
По данным Всероссийской переписи населения 2010 года:
| Возраст     | Мужчины, чел. | Женщины, чел. | Общая численность, чел. | Доля от всего населения, % |
| ----------- | ------------- | ------------- | ----------------------- | -------------------------- |
| 0 — 14 лет  | 19            | 16            | 35                      | 15,6 %                     |
| 15 — 59 лет | 85            | 76            | 161                     | 71,9 %                     |
| от 60 лет   | 10            | 18            | 28                      | 12,5 %                     |
| Всего       | 114           | 110           | 224                     | 100,0 %                    |

Мужчины — 114 чел. (50,9 %). Женщины — 110 чел. (49,1 %).
Средний возраст населения — 35,4 лет. Медианный возраст населения — 36,9 лет.
Средний возраст мужчин — 33,9 лет. Медианный возраст мужчин — 35,5 лет.
Средний возраст женщин — 36,9 лет. Медианный возраст женщин — 38,5 лет.

## Инфраструктура
Основные объекты социальной инфраструктуры расположены в центре сельского поселения — селе Красносельское.

## Улицы
На территории села зарегистрировано 6 улиц:

| Агрономическая |
| Дорожная       |

| Зелёная |
| Садовая |

| Эскадронная |
| Юбилейная   |